# پشاتاوان
پشاتاوان (به ارمنی: Փշատավան) یک روستا در ارمنستان است که در استان آرماویر واقع شده است. در کیلومتری شمال آرماویر، مرکز استان آرماویر واقع شده است.

## خصوصیات
پشاتاوان ۲٬۳۴۵ نفر جمعیت دارد و در ارتفاع متر بالاتر از سطح دریا قرار گرفته است.